# NGC 2644
NGC 2644 è una galassia a spirale situata nella costellazione dell'Idra, a una distanza di circa 108 milioni di anni luce dalla nostra Via Lattea.

## Scoperta
La galassia è stata scoperta il 6 febbraio 1877 dall'astronomo francese Édouard Stephan.

## Descrizione
NGC 2644 presenta una larga riga a 21 cm dell'idrogeno neutro ed è classificata come galassia di campo, cioè una galassia che non appartiene ad alcun ammasso o gruppo di galassie ed è quindi gravitazionalmente isolata.